# 塚原頌平
塚原 頌平（つかはら しょうへい、1992年7月8日 - ）は、茨城県結城市出身の元プロ野球選手（投手）。右投左打。

## 経歴

### プロ入り前
絹川小学校時代から野球を始めるが、野球より空手に打ち込み、関東大会で優勝経験を持つ。結城南中学校時代からは軟式野球部に所属。
つくば秀英高等学校2年生時の秋以降、公式戦全6試合で58回2/3を投げて投球回を上回る60三振を奪い、一部では「茨城のドクターK」とも評された。3年生時の夏の甲子園・茨城大会では初戦に先発登板し、2回2/3を投げ6失点でチームも敗れた。高校生時に直球の最速は146km/hを記録。
2010年のNPBドラフト会議で、オリックス・バファローズに4巡目で指名。契約金4,000万円、年俸500万円（金額は推定）という条件で入団した。背番号は59。

### オリックス時代
2011年には、ウエスタン・リーグ公式戦15試合に登板。29回を投げて、1勝2敗、防御率3.72という成績を残した。シーズン終了後の秋季キャンプでは、当時の一軍監督・岡田彰布から高い評価を受けた。
2012年には、岡田からの推薦で一軍の春季キャンプに参加。4月24日の対東北楽天ゴールデンイーグルス戦（日本製紙クリネックススタジアム宮城）での救援で一軍デビューを果たすと、4月30日の対埼玉西武ライオンズ戦（京セラドーム大阪）で一軍初先発を経験した。5月20日の対東京ヤクルトスワローズ戦（神宮球場）では、一軍での初ホールドを記録。2度目の先発となった6月14日の対横浜DeNAベイスターズ戦（横浜スタジアム）で、一軍初勝利を挙げた。オリックスで10代の投手が一軍公式戦で勝利を挙げたのは、1995年の平井正史以来であった。さらに、7月19日開催のフレッシュオールスターゲーム（HARD OFF ECOスタジアム新潟）では、ウエスタン・リーグ選抜の8番手投手として試合を締めくくった。シーズン中盤に、右肘の一部と右尺骨を骨折。同年9月に患部の手術を受けた影響で、2013年・2014年には一軍公式戦での登板機会がなかった。ウエスタン・リーグの公式戦では、2013年に14試合の登板で2勝2敗、防御率3.86、2014年に27試合の登板で2勝4敗、防御率5.40という成績を残した。
2015年には、4月4日の出場選手登録を経て、4月5日の対北海道日本ハムファイターズ戦（京セラドーム大阪）に救援で自身3年振りの一軍公式戦登板を果たした。5月8日には、京セラドーム大阪での同カード9回表に救援で登板。先頭打者の中田翔、1死後に大野奨太、2死に岡大海へ死球を与えたことによって、1イニング3与死球を記録した（詳細後述）。さらに、一連の投球をめぐって両チームの選手・首脳陣がグラウンドに出る事態に至ったため、球審の山本貴則から両チームに対して警告試合が宣告された。塚原自身は、シーズン中盤までにチームトップの12ホールドを記録していたが、右第12肋軟骨の損傷が判明したことを機に7月4日付で登録を抹消。7月24日の対福岡ソフトバンクホークス戦（京セラドーム大阪）の救援登板で一軍に復帰すると、7月26日の同カードでは、延長11回1死からの救援登板で2/3回を無失点に抑えて一軍初セーブを挙げた。一軍公式戦では、先発の機会や勝利投手の記録がなかったものの、シーズン通算で41試合に登板。佐藤達也と並ぶチーム2位の13ホールドを記録した。
2016年には、セットアッパーとして、一軍公式戦通算54試合に登板。4勝1敗13ホールド、防御率2.67という好成績を残した。前半戦には、セ・パ交流戦期間中の6月中旬に首の痛みを訴えて一時戦線を離れたものの、一軍投手陣トップの39試合に登板。3勝1敗11ホールドを挙げた。さらに、パシフィック・リーグの監督推薦選手としてオールスターゲームのメンバーに初めて選ばれると、全2試合で救援登板を果たした。シーズン終了後には、この年で現役を引退（二軍投手コーチへ転身）した小松聖から、背番号28を継承した。
2017年には、右肘痛が再発。一軍公式戦には、5月に4試合へ登板しただけにとどまった。10月16日には、右肘のクリーニング手術を受けた。
2018年には、前述した手術の影響で実戦での登板機会がなく、シーズン終了後に育成選手契約へ移行した。移行後の背番号は125。
2019年は140km/h台後半の直球を投げられるまでに状態がよくなり、7月18日にソフトバンクとの三軍戦で2年ぶりの実戦登板を果たした。しかし、1日ブルペンに入ると回復まで1週間近くかかるという状態だった。10月2日に戦力外通告を受けた。前述のような状態だったことから塚原本人は戦力外通告を覚悟しており、3度の手術の末、右肘がもとに戻らず、「気持ちも折れかけていた」「悔いはないです」と現役続行の意思なく引退した。

### 現役引退後
引退決断後の11月に地元茨城県に戻り、セカンドキャリアを模索している中、塚原の性格から不動産会社勤務を勧められ、埼玉県さいたま市にあるオノデラ不動産に就職した。また、将来的には教員免許を取得し、指導者として野球界に戻るつもりでもあると語っている。
2020年には草野球デビューしていることを自身のSNSで明かしている。
2021年7月には古河リトルシニアのホームページでコーチに就任したことが発表されている。

## 選手としての特徴・人物
直球の最速は152km/h、平均で145km/h前後。変化球の持ち球はフォークなど。
愛称は「ツカ」。
双子の弟がおり、頌平と同じくつくば秀英高等学校の野球部に所属した。長弟が投手、次弟が捕手を務め、高校野球公式戦で双子バッテリーを組んだ。
2012年、オリックス・バファローズの球団職員でスタジアムアナウンサーを務めていた13歳年上の藤生恭子と結婚。（2020年10月時点では既に離婚）
2015年に1イニング3与死球のプロ野球タイ記録を残したが、2020年7月5日に元同僚の山本由伸が塚原以来の同じ記録を残したとき、山本から「報告」を受けたという。

## 詳細情報

### 年度別投手成績
| 年 度    | 球 団      | 登 板 | 先 発 | 完 投 | 完 封 | 無 四 球 | 勝 利 | 敗 戦 | セ 丨 ブ | ホ 丨 ル ド | 勝 率 | 打 者 | 投 球 回 | 被 安 打 | 被 本 塁 打 | 与 四 球 | 敬 遠 | 与 死 球 | 奪 三 振 | 暴 投 | ボ 丨 ク | 失 点 | 自 責 点 | 防 御 率 | W H I P |
| -------- | ---------- | ----- | ----- | ----- | ----- | -------- | ----- | ----- | -------- | ----------- | ----- | ----- | -------- | -------- | ----------- | -------- | ----- | -------- | -------- | ----- | -------- | ----- | -------- | -------- | ------- |
| 2012     | オリックス | 16    | 3     | 0     | 0     | 0        | 1     | 1     | 0        | 2           | .500  | 143   | 35.0     | 27       | 3           | 13       | 0     | 0        | 25       | 0     | 0        | 14    | 14       | 3.60     | 1.14    |
| 2015     | オリックス | 41    | 0     | 0     | 0     | 0        | 0     | 4     | 1        | 13          | .000  | 192   | 43.2     | 36       | 5           | 24       | 0     | 6        | 25       | 1     | 0        | 18    | 16       | 3.30     | 1.37    |
| 2016     | オリックス | 54    | 0     | 0     | 0     | 0        | 4     | 1     | 0        | 13          | .800  | 240   | 54       | 44       | 5           | 31       | 0     | 2        | 40       | 3     | 0        | 18    | 16       | 2.67     | 1.39    |
| 2017     | オリックス | 4     | 0     | 0     | 0     | 0        | 0     | 0     | 0        | 0           | ----  | 20    | 4.2      | 4        | 0           | 2        | 0     | 0        | 4        | 1     | 0        | 3     | 3        | 5.79     | 1.29    |
| NPB：4年 | NPB：4年   | 115   | 3     | 0     | 0     | 0        | 5     | 6     | 1        | 28          | .455  | 595   | 137.1    | 111      | 13          | 70       | 0     | 8        | 94       | 5     | 0        | 53    | 49       | 3.21     | 1.32    |

### 年度別守備成績
| 年 度 | 球 団      | 投手  | 投手  | 投手  | 投手  | 投手  | 投手     |
| 年 度 | 球 団      | 試 合 | 刺 殺 | 補 殺 | 失 策 | 併 殺 | 守 備 率 |
| ----- | ---------- | ----- | ----- | ----- | ----- | ----- | -------- |
| 2012  | オリックス | 16    | 6     | 4     | 0     | 0     | 1.000    |
| 2015  | オリックス | 41    | 1     | 6     | 1     | 1     | .875     |
| 2016  | オリックス | 54    | 2     | 9     | 0     | 1     | 1.000    |
| 2017  | オリックス | 4     | 0     | 1     | 0     | 0     | 1.000    |
| 通算  | 通算       | 115   | 9     | 20    | 1     | 2     | .967     |

### 記録
初記録
- 初登板：2012年4月24日、対東北楽天ゴールデンイーグルス4回戦（日本製紙クリネックススタジアム宮城）、7回裏に3番手で救援登板・完了、2回無失点
- 初奪三振：2012年4月25日、対東北楽天ゴールデンイーグルス5回戦（日本製紙クリネックススタジアム宮城）、8回裏に聖澤諒から
- 初先発登板：2012年4月30日、対埼玉西武ライオンズ4回戦（京セラドーム大阪）、5回5安打3失点7奪三振で勝敗つかず
- 初ホールド：2012年5月20日、対東京ヤクルトスワローズ2回戦（明治神宮野球場）、5回裏に2番手で救援登板、1回1/3を無失点
- 初勝利・初先発勝利：2012年6月14日、対横浜DeNAベイスターズ4回戦（京セラドーム大阪）、5回1/3を3安打2失点
- 初セーブ：2015年7月26日、対福岡ソフトバンクホークス16回戦（福岡ヤフオク!ドーム）、11回裏1死に6番手で救援登板、完了、2/3回無失点

その他の記録
- 1イニング3与死球：2015年5月8日、対北海道日本ハムファイターズ7回戦（京セラドーム大阪） ※NPB記録タイ（史上9人目、パ・リーグで6人目）
- オールスターゲーム出場：1回 （2016年）

### 背番号
- 59 （2011年 - 2016年）
- 28 （2017年 - 2018年）
- 125 （2019年）

### 登場曲
- 「Left & Right ～名も無き足跡～」湘南乃風